# Pierre Quéru de La Coste
Pierre Quéru de La Coste est un prêtre catholique et homme politique français né le 11 janvier 1742 à Rennes et mort le 2 août 1805 à Rennes.

## Biographie
Il entre dans les ordres, devient recteur de la paroisse Saint-Jean à Rennes, au moment de la Révolution.
Partisan des idées nouvelles, secrétaire de la correspondance de Rennes avec les députés du clergé, il est élu, le 15 septembre 1789, député du clergé de la sénéchaussée de Rennes aux États généraux ; cette élection complémentaire est motivée par la double démission des abbés Hunault et Guillou. Il approuve les événements des 5 et 6 octobre à Versailles, appuie la majorité réformatrice, prête le serment ecclésiastique le 27 décembre 1790, et part en congé le 19 mai suivant.
De retour à Rennes, il renonce, sous la Terreur, aux fonctions ecclésiastiques, épouse sa servante, et meurt conservateur du musée de Rennes et membre correspondant de l'Académie celtique.

## Sources
- Dictionnaire des parlementaires français de 1789 à 1889 (Adolphe Robert et Gaston Cougny)